# 斯波宗氏
斯波 宗氏（しば むねうじ）は、鎌倉時代中期ごろから後期にかけての武将。斯波氏（足利尾張家）第3代当主。

## 概要
斯波宗家（足利宗家）の嫡男で、母は北条時継の女。又三郎、尾張守と称す。初めは家貞（いえさだ）を名乗っていたとされる。妻は大江時秀（長井時秀）の娘。南北朝時代の有力武将である斯波高経、斯波家兼兄弟の父。
宗氏の生涯は不明な点が多いが、延慶2年（1309年）3月29日には幕府尋問に応じて証文を提出しているため、この頃までには足利尾張家の当主となっていたと思われる。同時代には歌人として名を知られていたらしく、「続後拾遺和歌集」や「新千載和歌集」等の勅撰和歌集にその歌が撰録されている。「尊卑分脉」などの諸系図では「早世」とあり、また平成30年（2018年）に高野山金剛三昧院にて発見された宗氏の五輪塔の銘文には「正和元年十二月」と刻まれていることから、これを宗氏の没年とする説もある。少なくとも嫡子・高経が元亨3年（1323年）12月の北条貞時十三回忌供養において、足利貞氏、吉良貞義らと共にこれに参加していることから、この頃までに死去した可能性がある。